# Comuna Mereni, Constanța
Mereni este o comună în județul Constanța, Dobrogea, România, formată din satele Ciobănița, Mereni (reședința), Miriștea și Osmancea.
Satul Lungeni (în trecut Uzunlar) a fost comasat cu satul Mereni în urma reformei administrative din 1968.

## Demografie
Componența etnică a comunei Mereni
     Români (78,53%)
     Tătari (5,55%)
     Romi (1,22%)
     Alte etnii (0,34%)
     Necunoscută (14,36%)
Componența confesională a comunei Mereni
     Ortodocși (76,92%)
     Musulmani (6,43%)
     Alte religii (1,22%)
     Necunoscută (15,43%)
Conform recensământului efectuat în 2021, populația comunei Mereni se ridică la 2.054 de locuitori, în scădere față de recensământul anterior din 2011, când fuseseră înregistrați 2.227 de locuitori. Majoritatea locuitorilor sunt români (78,53%), cu minorități de tătari (5,55%) și romi (1,22%), iar pentru 14,36% nu se cunoaște apartenența etnică. Din punct de vedere confesional, majoritatea locuitorilor sunt ortodocși (76,92%), cu o minoritate de musulmani (6,43%), iar pentru 15,43% nu se cunoaște apartenența confesională.

## Politică și administrație
Comuna Mereni este administrată de un primar și un consiliu local compus din 11 consilieri. Primarul, Dumitru Guriță[*], de la Partidul Național Liberal, a fost ales în octombrie 2020. Începând cu alegerile locale parțiale din noiembrie 2017, consiliul local are următoarea componență pe partide politice:
|  | Partid                                       | Consilieri | Componența Consiliului | Componența Consiliului | Componența Consiliului | Componența Consiliului |
|  | -------------------------------------------- | ---------- | ---------------------- | ---------------------- | ---------------------- | ---------------------- |
|  | Partidul Social Democrat                     | 4          |                        |                        |                        |                        |
|  | Partidul Alianța Liberalilor și Democraților | 3          |                        |                        |                        |                        |
|  | Partidul Național Liberal                    | 2          |                        |                        |                        |                        |
|  | Partidul Mișcarea Populară                   | 1          |                        |                        |                        |                        |
|  | Partidul Național Țărănesc Creștin-Democrat  | 1          |                        |                        |                        |                        |